# Антимониды никеля
Антимониды никеля — неорганические соединения металла никеля и сурьмы.
Известно большое количество антимонидов никеля:
- Ni4Sb,
- Ni13Sb4,
- Ni3Sb — антимонид триникеля,
- Ni5Sb2,
- Ni7Sb3,
- Ni9Sb4,
- Ni2Sb — антимонид диникеля,
- NiSb — антимонид никеля,
- Ni4Sb5,
- Ni2Sb3,
- NiSb2 — диантимонид никеля,
- Ni5Sb11,
- Ni2Sb5.

Наиболее изучено соединение NiSb.